# Істмен (область)
Істмен (англ. Eastman Region) — область на південному сході канадської провінції Манітоба.
Розташована між річками Ред-Рівер і Вінніпег, межує з провінцією Онтаріо і штатом Міннесота, США.
Область розділена Статистичною службою Канади на 3 переписні райони: 1, 2 і 12.
| Канада | Це незавершена стаття з географії Канади. Ви можете допомогти проєкту, виправивши або дописавши її. |